# Uni Timor Aswain
Uni Timor Aswain (deutsch Vereinigung Timoresischer Helden), kurz UNTAS ist eine politische Organisation der ehemaligen pro-indonesischen Milizen in Osttimor.

## Mitglieder
Vorsitzender ist seit 2010 der ehemalige Milizenführer Eurico Guterres. Sein Sprecher ist Hukman Reni. 2002 war Armindo Soares Mariano amtsführender Chef der UNTAS. Weitere führende Mitglieder der UNTAS sind Domingos Maria das Dores Soares, Basilio Dias Araújo und Filomeno de Jesus Hornay, der Generalsekretär der UNTAS.
Auch Herminio da Costa, der am 7. Mai 2000 die Partido do Povo de Timor gründete, war Mitglied der UNTAS.

## Geschichte
Osttimor war seit 1975 von Indonesien besetzt. Nach 24 Jahren Krieg sollte die Bevölkerung am 30. August 1999 in einem Referendum über die Unabhängigkeit Osttimors entscheiden.
Das Forum Persatuan Demokrasi dan Keadilan (FPDK, deutsch Forum für Einheit, Demokratie und Gerechtigkeit) diente als politische Basis der pro-indonesischen Milizen, die versuchten mit Gewalt und Einschüchterung Druck auf die Bevölkerung auszuüben. Die Leitung der FPDK hatte Dilis Regierungspräsident (Bupati) Domingos Maria das Dores Soares. Im Juni 1999 vereinigte sich das FPDK mit der Barisan Rakyat Timor Timur BRTT, einer am 30. April gegründeten Organisation unter Führung des Diplomaten Francisco Lopes da Cruz und des moderaten ehemaligen nationalen Abgeordneten Salvador Ximenes Soares als Generalsekretär. Hinter der BRTT standen General Wiranto, Oberbefehlshaber der indonesischen Armee, und Außenminister Ali Alatas. Die neue Organisation namens Vereinigte Front für Osttimor (UNIF) stand unter der gemeinsamen Führung von Soares und Lopes da Cruz. João da Costa Tavares kommandierte die Milizen der UNIF.
Nachdem sich 78,5 % der Bevölkerung Osttimors im Referendum für die völlige Unabhängigkeit von Indonesien ausgesprochen hatte, kam es zu einer letzten Gewaltwelle der Milizen. Am 20. September 1999 landeten in Dili die Internationalen Streitkräfte Osttimor (INTERFET), um nach der Krise in Osttimor wieder für Ruhe und Ordnung zu sorgen. Die Sicherheitskräfte Indonesiens zogen sich aus dem von ihnen seit 1975 besetzten Osttimor zurück. Am selben Tag wurde Domingos Maria das Dores Soares zum Chef einer Organisation, die zum Vorgänger der UNTAS wurde. Die UNIF erklärte im Dezember 1999 ihre Aktivitäten einzustellen.
Die UNTAS wurde am 5. Februar 2000 in Kupang im indonesischen Westtimor gegründet. Die Organisation beanspruchte weiterhin Osttimor als Teil Indonesiens, wurde zur politischen Basis der Milizionäre und war auch später im von der UN-Verwaltung eingesetzten National Council mit drei Sitzen vertreten, forderte aber wie der Dachverband der osttimoresischen Unabhängigkeitsbewegung CNRT sieben Sitze. Das Ergebnis des Referendums sah die UNTAS als Betrug an. Öffentlich lehnte Soares die Gewalt der Milizen ab und bestritt Gewalttaten durch Milizen, die ihm unterstellt waren, beziehungsweise bestritt er die Existenz solcher Milizen. Tatsächlich waren die Verbindungen zwischen UNTAS und den Milizen deutlich, auch wenn Milizenführer die UNTAS-Leitung oft als elitär ansahen. Die Verwaltung durch die Vereinten Nationen bezeichnete Soares als „Kolonialismus“ und die ausländischen, meist westlichen Truppen als „Albinos“.
Noch 2010 warnten Politiker der osttimoresischen Parteien FRETILIN und UNDERTIM vor heimlichen Tätigkeiten der UNTAS in Osttimor. Nachdem Eurico Guterres Vorsitzender von UNTAS geworden war, konsolidierte sich die Organisation als Sprachrohr für jene Osttimoresen, die das Land aufgrund der Unabhängigkeit verlassen hatten und nun in den verschiedenen Teilen Indonesiens leben.